# Real Sociedade Entomológica de Londres
A Real Sociedade Entomológica de Londres (Royal Entomological Society of London) é dedicada ao estudo dos insetos. Seus objetivos são a divulgação de informações sobre insetos e a melhoria da comunicação entre entomologistas.
Foi fundada em 1833 como Sociedade Entomológica de Londres (Entomological Society of London).